# Cape Times
Il Cape Times è un quotidiano sudafricano edito a Città del Capo, fondato nel 1876.

## Storia
Il primo numero del giornale uscì 27 marzo 1876. Fu fondato Frederick York St Leger e da Richard William Murray Jnr, il cui padre omonimo era stato uno dei soci fondatori del Cape Argus. Fu il primo quotidiano dell'Africa meridionale e divenne presto uno dei principali giornali del Capo. Pensato sul modello del Times di Londra, i suoi obiettivi principali era tutelare la classe operaia povera e denunciare la corruzione del governo.
Il Times conquistò la ribalta internazionale quando, nel 1985, ha pubblicato un'intervista con l'allora leader in clandestinità dell'African National Congress (ANC), Oliver Tambo. L'intervista permise all'ANC di presentare al pubblico la sua visione di un Sudafrica non razzista, alleviando così i timori dei bianchi per un Sudafrica post-apartheid. Il redattore del Cape Times che realizzò l'intervista, Tony Heard, fu in seguito arrestato e accusato di aver violato la legge sulla sicurezza interna. Le accuse sono poi cadute.